# Trần Học Bân
Trần Học Bân (sinh tháng 10 năm 1959) là Trung tướng Không quân Quân Giải phóng Nhân dân Trung Quốc (PLAAF). Ông hiện giữ chức Phó Chính ủy Không quân PLA.

## Sự nghiệp
Trần Học Bân từng giữ chức Chủ nhiệm Chính trị Sư đoàn, Chính ủy Sư đoàn thuộc Lực lượng hàng không Hạm đội Bắc Hải. Năm 2009, ông được bổ nhiệm làm Phó Chủ nhiệm Chính trị Hạm đội Bắc Hải. Tháng 7 năm 2010, ông được thăng quân hàm Chuẩn Đô đốc. Tháng 7 năm 2012, Trần Học Bân được bổ nhiệm giữ chức vụ Phó Chính ủy Hạm đội Bắc Hải kiêm Chính ủy Lực lượng hàng không Hạm đội Bắc Hải (người tiền nhiệm là Chuẩn Đô đốc Bạch Văn Kỳ được thăng chức lên vị trí Phó Chính ủy Quân khu Tế Nam kiêm Chính ủy Hạm đội Bắc Hải).
Tháng 12 năm 2015, Trần Học Bân được thăng chức lên vị trí Ủy viên Thường vụ Đảng ủy Hải quân PLA, Bí thư Ủy ban Kiểm tra Kỷ luật Hải quân PLA. Ngày 31 tháng 7 năm 2017, ông được thăng quân hàm Phó Đô đốc. Tháng 10 năm 2017, tại Đại hội Đảng Cộng sản Trung Quốc lần thứ XIX, ông được bầu làm Ủy viên Ủy ban Kiểm tra Kỷ luật Trung ương khóa XIX. Tháng 1 năm 2018, ông được bổ nhiệm giữ chức Phó Chính ủy Hải quân PLA kiêm Chủ nhiệm Bộ Công tác Chính trị Hải quân PLA.
Tháng 5 năm 2018, ông được bổ nhiệm làm Phó Chính ủy Không quân PLA.